# 3 from Hell
3 from Hell ist ein US-amerikanischer Horrorfilm von Rob Zombie und eine Fortsetzung des Films The Devil’s Rejects.
Der Film hatte am 5. September 2019 beim Fantasy Filmfest Premiere und war in den Vereinigten Staaten vom 16. bis 18. September 2019 in ausgewählten Kinos zu sehen. In Deutschland lief der Film ab dem 27. September 2019 in ausgewählten Kinos.

## Handlung
Nach den grausamen Morden der Familie Firefly und dem scheinbaren Tod der drei letzten verbliebenen Mitglieder Baby, Otis und Captain Spaulding sind zehn Jahre vergangen. Trotz zahlreicher Schusswunden haben alle drei Flüchtigen überlebt und sind nun inhaftiert, wobei sich außerhalb der Gefängniszellen eine Art Popkultur um ihre Personen gebildet hat und sie vor allem unter Jugendlichen sehr beliebt scheinen. Während die gegen Captain Spaulding verhängte Todesstrafe vollstreckt wird, gelingt Otis mit der Hilfe seines Halbbruders Winslow während eines Arbeitseinsatzes die Flucht. Dabei töten sie alle anwesenden Personen, darunter der Mithäftling Rondo. Abschließend schmieden die zwei Flüchtigen den Plan, Baby ebenfalls zur Flucht zu verhelfen.
Währenddessen wird ein Bewährungsgesuch Babys abgelehnt, wobei vor allem Gefängnisdirektor Virgil davon ausgeht, dass auf Grund ihres Geisteszustandes weiterhin eine große Gefahr von ihr ausgeht. Ein Mordversuch an ihr durch Mitinsassen, verursacht durch interne Konflikte mit dem Gefängnispersonal, schlägt fehl. Als Virgil an diesem Tag von der Arbeit heimkehrt, muss er feststellen, dass Otis und Winslow seine Familie und Freunde gefangenhalten, um ihn zu zwingen, Baby freizulassen. Am nächsten Tag gelingt Baby mit Hilfe von Virgil wie vereinbart die Flucht, dennoch töten die drei Flüchtigen alle Geiseln. Auf ihrem ersten Zwischenstopp – einem Motel, in dem Baby einen weiteren Unbeteiligten tötet – beschließen sie die Flucht nach Mexiko, weil sie davon ausgehen, dort unerkannt zu bleiben.
In Mexiko angekommen, entscheiden sich die nun von der Presse betitelten „3 from Hell“ zu einem Aufenthalt in einer Kleinstadt, weil vor allem das nächtliche Fest eine willkommene Abwechslung und Spaß zu bieten scheint. Otis, Winslow und Baby genießen die Nacht, ungeahnt von der durch den Hotelbesitzer ausgehenden Bedrohung. Dieser hat sie erkannt und ein mexikanisches Killerkommando verständigt, das den Tod von Rondo, Vater des Kommandoführers, rächen will. Am nächsten Morgen entlädt sich der Konflikt in dem verkaterten Dorf. Trotz der deutlichen Überlegenheit der Auftragskiller gelingt es den „3 from Hell“, den Angriff abzuwehren, vor allem mit Unterstützung eines kleinwüchsigen Dorfbewohners, der sich in der vergangenen Nacht in Baby verliebt zu haben scheint. Nachdem alle Mitglieder des Killerkommandos getötet wurden, verbrennen Otis, Winslow und Baby den Sohn von Rondo bei lebendigem Leib und fliehen aus der Stadt.

## Rezeption
Die Kritiker auf der Webseite Rotten Tomatoes bewerteten den Film zu 56 Prozent positiv.
Das weltweite Einspielergebnis beläuft sich auf rund 2,3 Millionen US-Dollar.

## Dreharbeiten und Produktion
Die Dreharbeiten des Films fanden vom 13. März bis Anfang April 2018 statt. Im April 2019 erklärte Rob Zombie die Postproduktion des Films für beendet.
Die Weltpremiere erfolgte im Rahmen des Fantasy Film Festes am 15. September 2019 in Berlin.